# Iggy Piggy Ranger
Iggy Piggy Ranger (Iggy Arbuckle) è una serie televisiva statunitense/canadese a cartoni animati, creata da Guy Vasilovich, trasmessa da Teletoon il 29 giugno 2007. È basata su una striscia a fumetti dello stesso Vasilovich, pubblicata sulla rivista National Geographic Kids. La serie fu cancellata il 10 ottobre 2007 dopo una sola stagione.
La serie ha come protagonista Iggy Arbuckle, guardiaparco (nella serie, Pig Ranger) del Kookamunga National Park. Dalla serie è stato tratto anche un videogioco on-line, The Great Kookamunga Challenge, uscito il 12 settembre 2007 sul sito della Nickelodeon e legato ad un concorso a premi, che è rimasto on-line per sei settimane.
In Italia la serie è stata trasmessa su Jetix nell'agosto 2008 e in seguito in chiaro su Rai 2 dal 16 gennaio 2009.

## Personaggi
- Iggy Arbuckle
- Jiggers
- Catfish Stu
- Zoop
- Kira